# Sunset Sprague
Sunset Sprague è un film muto del 1920 diretto da Paul Cazeneuve e da Thomas N. Heffron.

## Trama
Sunset Sprague salva da un agguato Calico Barnes, un allevatore che gli confida di essere stato preso di mira da una banda di fuorilegge che hanno ucciso il padre di sua nipote Rose e che tentano di impossessarsi della miniera da lui scoperta. Sprague accetta di aiutarlo, scortando Rose in città dove incontra Mace Dennison che è, in segreto, il capo dei banditi ma che è anche innamorato della ragazza. Ben presto, Sprague scopre che la banda ricatta Red, il fratellastro di Rose, accusandolo di essere l'autore dell'omicidio del padre. La verità verrà a galla quando Crow, uno dei banditi, verrà ferito a morte e confesserà a Sprague che il vero assassino del padre di Rose è Dennison. Sprague farà liberare l'innocente Red e, nel contempo, conquisterà il cuore di Rose.

## Produzione
Il film fu prodotto dalla Fox Film Corporation.

## Distribuzione
Distribuito dalla Fox Film Corporation, il film uscì nelle sale cinematografiche USA il 3 ottobre 1920. In Danimarca, fu ribattezzato Seksløberhelten.